# Naturvårdsbränning

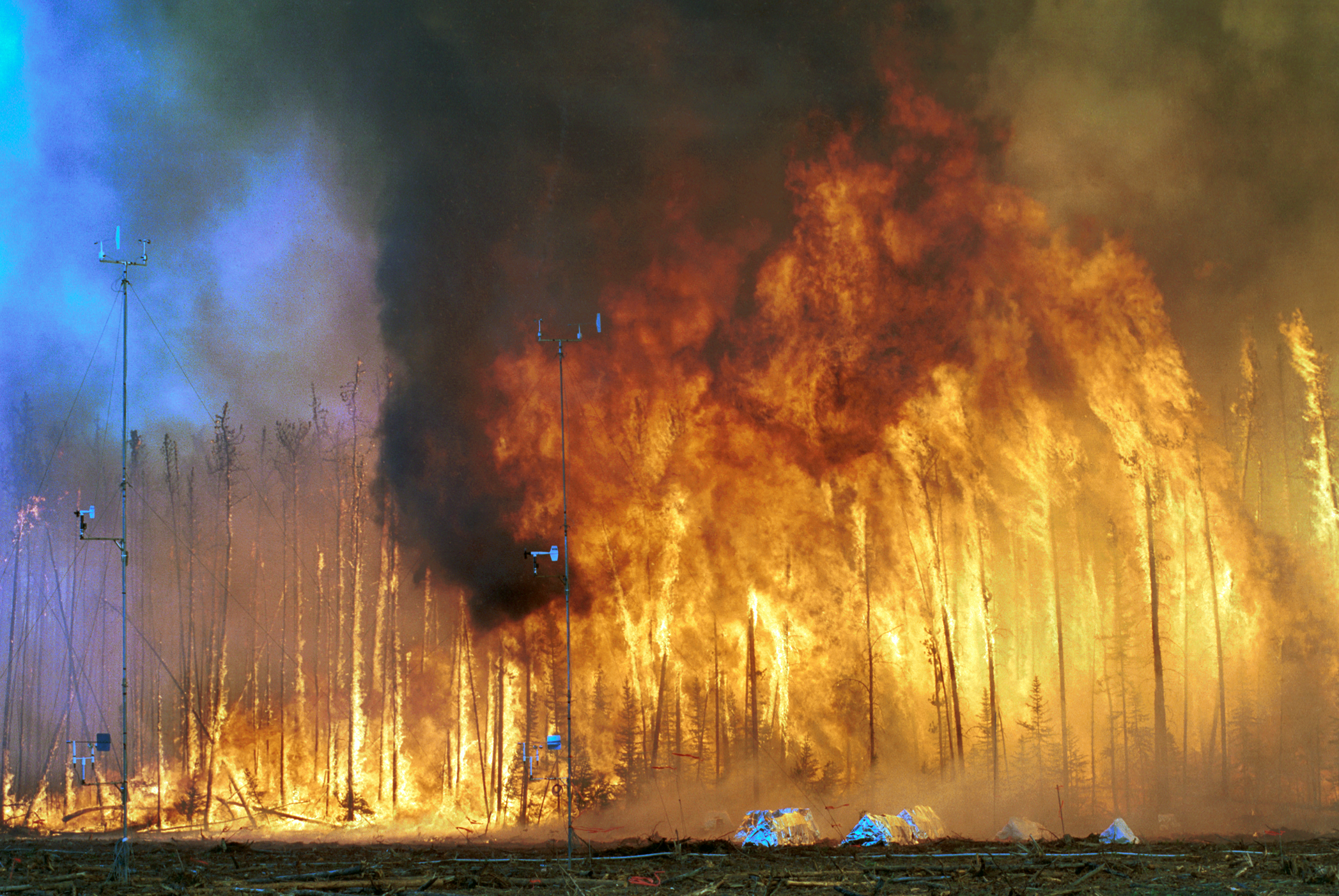
Försöksbränning i Kanada, notera mätutrustningen i förgrunden.

Naturvårdsbränning eller naturvårdsbrand är en planerad och noga kontrollerad bränning, anlagd på skogsmark för att i naturvårdssyfte efterlikna en naturlig brand. Naturvårdsbränning kan utföras både inom skyddade områden samt inom skogsbruket som en del i ett frivilligt åtagande. Inom svenskt skogsbruk används begreppet för NS-bestånd (Naturvård – Skötsel), där naturvårdsmotiverat virkesuttag innan bränning uppgår till maximalt 10 procent av virkesförrådet och PF-bestånd (Produktion – Förstärkt naturvårdshänsyn), där virkesuttag före bränning uppgår till maximalt 30 procent av virkesförrådet.

## Bakgrund
Kontrollerade bränder har en lång historia inom skogsbruket. Det finns dokumenterat skogsbränningar bland den inhemska befolkningen i både Nordamerika och Australien. Skogsbränder, både naturliga och framkallade, var länge en vanlig del i skogslandskapets utseende. Studier har bland annat visat att mellan Holocen och 1800-talets början brann årligen mellan 4,5 och 12 procent av Kaliforniens totala yta.

I Sverige brann före 1900-talets början i genomsnitt en procent av skogsarealen årligen. När skogen fick ett ekonomiskt värde i mitten av 1800-talet, sökte människan med alla medel att stoppa brändernas omfattning. Idag brinner mindre än 0,016 procent. Att det nästan slutat brinna är en av de stora ekologiska förändringarna i skogen under 1900-talet.  Detta har medfört att skogsbrand som naturlig störningsregim nästan helt har försvunnit ur det svenska landskapet. Bränder är en viktig ekologisk process och en del av den naturliga dynamiken i skogslandskapet. Naturtyper uppkomna efter brand är till exempel flerskiktade tallskogar (tallbrännor) och lövskogar med asp, björk, sälg och rönn (lövbrännor).
Tallen tål bränder bra, med tjock bark och högt ansatt krona. Eftersom det ofta gått lång tid sedan det senast brunnit har skogarnas karaktär förändrats genom konkurrensen från gran. Branden skapar miljöer där konkurrenssvaga insekter, kärlväxter, svampar och mossor kan etablera sig, bland annat genom ökade möjligheter för frön och sporer att gro. Branden har också genom historien utverkat ett starkt selektionstryck, vilket inneburit uppkomst av pyrofila organismer (arter som är beroende av brand). Ett 40-tal insektsarter och ett 50-tal svamparter är beroende av bränd ved eller mark för sin existens och dessutom gynnas ytterligare 100-talet arter av brand. Flera brandberoende organismer är sällsynta och återfinns på den nationella rödlistan.
Om de brandberoende biotoperna och arterna ska finnas kvar krävs en ökning av antalet bränder i skogslandskapet, vilket främst innebär anlagda naturvårdsbränder. 
För att bränning ska kunna genomföras på ett ändamålsenligt sätt, är det viktigt att veta var man ska bränna och varför. Motiven kan se olika ut i olika områden och i olika delar av landet, men det övergripande målet är att nå gynnsam bevarandestatus för brandpräglade naturtyper, beståndstyper uppkomna efter brand och brandgynnade arter.
Urvalet av bränningsområde och dess enskilda bestånd görs där naturvärdena bedöms kunna bevaras och höjas genom bränning. I områden och bestånd där höga naturvärden och hotade arter missgynnas av brand (oftast av brandrefugial karaktär) undviks däremot bränning. För varje enskilt bestånd som ska brännas upprättas en detaljerad bränningsplan med tydliga biologiska mål och belysande av alla säkerhetsaspekter. 

## Brandgynnade arter
För vissa arter är skogsbranden ett måste för överlevnad, för andra är den bara en konkurrensfördel. När fördelen är tillräckligt påtaglig talar man om pyrofila arter, det vill säga arter som är brandberoende.
Förutom de relativt fåtaliga arter som är direkt beroende av brand för sin reproduktion finns en betydligt större mängd arter som starkt gynnas av brand genom ökade möjligheter till etablering, minskad konkurrens, ökad födotillgång med mera.

### Kärlväxter
Artsammansättningen förändras efter brand och till exempel lingon och blåbär återtar den dominans de har i tidiga successionsstadier. Jordblottor och kala hällar som blivit avbrända på ris och lavar är nödvändiga för en del mindre konkurrenskraftiga arter. Hur växtligheten kommer att se ut efter branden avgörs på brandens intensitet och bränningsdjup och om det finns livskraftiga frön eller rötter kvar efter branden.
Mest kända av brandarterna är brandnäva och svedjenäva, vars frön vilar i marken och gror först vid marktemperaturer över 45-50 grader och som tål upp till 95-110 grader. Mosippan gynnas av sandblottor som kan bildas efter brand och av det högre pH-värdet från askan. Dessutom är arten anpassad till brand genom tidig frösättning. Andra växter som gynnas av brand är tall, asp, sälg, björk, mjölkört, kruståtel, mjölon, örnbräken och kvävefixerande ärtväxter som kärringtand och gökärt.  Vissa brandgynnade växter är beroende av en fröbank och saknar effektiv distansspridning.

### Svampar
Ett 50-tal svamparter är pyrofiler och bildar bara fruktkroppar på nybränd mark.
Det gäller många skålsvampar (diskomyceter) men också vissa skivlingar, till exempel kolflamskivling Pholiota carbonaria. Överlag har skogsmark en låg värmeledningsförmåga och det är bara i markens översta centimeter som temperaturen dödar rötter och svampar. Som regel överlever de flesta mykorrhizasvampar om träden överlever. Branden har effekter på artsammansättningen genom att mineraljorden blottas och humustäcket blir uttunnat. Detta gynnar etablering av vissa arter som har lägre konkurrensförmåga vid frånvaro av brand. Några sådana arter är goliatmusseron, tallgråticka och blåfotad taggsvamp vilka företrädesvis växer i brandpräglade tallsandskogar.
Andra svampar växer på bränd ved, dels på stammarna, som brandskiktdyna (på bränd björk), dels på skadade trädrötter, som rotmurkla. Efter brand kan också slemsvampar (myxomyceter), till exempel trollsmör, uppträda i explosionsartat stor mängd. Dessa lever på bakteriefloran som frodas i trädens savflöden efter brandskadorna. Både brandskiktsdynan och trollsmör är i sig livsmiljöer för många sällsynta insekter. Det finns också skäl att tro att ett flertal vedsvampar med speciella krav på den döda tallens kvalitet inte dyker upp förrän vissa äldre tallar, som utsatts för ett flertal bränder, faller.

### Insekter
Ett 40-tal insektsarter i Sverige - skalbaggar, skinnbaggar, flugor och fjärilar är idag kända som direkt brandberoende. Ytterligare hundratals är gynnade av brand. De har olika anpassningar till rök, värme och eld och de flesta av de brandberoende insekterna kräver bränd skog. De utvecklas i bränd ved (sotsvart praktbagge - Melanophila acuminata ) eller bränd mark (liten brandlöpare – Sericoda quadripunctata). Sandblottor gynnar många steklar. Brandinsekter är konkurrenssvaga och nybränd skog erbjuder därför en lämplig miljö att kolonisera.
Ett särskilt åtgärdsprogram för bevarande av hotade brandberoende insekter i boreal skog upprättades 2005. Arter som finns upptagna är brandmögelbagge (Corticaria planula), brandsvampbagge (Biphyllus lunatus), grov och slät tallkapuschongbagge (Stephanopachys substriatus och S. linearis), kantad kulhalsbock (Acmaeops marginata), slät, spetshörnad, svart och vithornad barkskinnbagge (Aradus laeviusculus, A. angularis, A. aterrimus och A. signaticornis) samt rökdansfluga (Hormopeza obliterata). Fyra av dessa arter är också annexarter i Natura 2000, habitatdirektivet. 

### Fåglar
Samtliga Sveriges hackspettsarter gynnas av brandfältens rika förekomst av vedinsekter. Brandfält nyttjas för både födosök och häckning. Framför allt lövbrännor utgör viktiga livsmiljöer för vitryggig hackspett.

### Reptiler
Sandödla och hasselsnok missgynnas av att sandblottor respektive branter och klippiga områden växer igen.